# ЦПСМ (стадіон, Вадул-луй-Воде)
Стадіон Центру спортивного виховання та селекції Молдови (рум. Centrul de pregătire al selecționatelor Moldovei (CPSM)) — багатофункціональний спортивний комплекс в місті Вадул-луй-Воде, Молдова, домашня арена збірної Молдови з футболу.
Стадіон побудований та відкритий 2002 року. Потужність двох дворівневих трибун становить 1 220 глядачів.
До складу спортивного комплексу входять: 2 футбольні поля із натуральним газоном із параметрами 104 x 68 м, 4 спортивні майданчики зі штучним газоном, готель на 40 номерів, ресторан, 2 конференц-зали на 50 осіб, фізіотерапевтичний центр із фітнес-залом, сауна.